# Patto di stabilità e crescita
Il patto di stabilità e crescita (PSC) è un accordo internazionale, stipulato e sottoscritto nel 1997 ad Amsterdam dagli Stati membri dell'Unione europea, inerente al controllo delle rispettive politiche di bilancio pubbliche, al fine di mantenere fermi i requisiti di adesione all'Unione economica e monetaria dell'Unione europea (Eurozona) ovvero rafforzare il percorso d'integrazione monetaria intrapreso nel 1992 con la sottoscrizione del trattato di Maastricht. Le regole di applicazione del PSC sono state modificate nel 2011 con l'adozione del c.d. Six Pack e l'introduzione del semestre europeo.

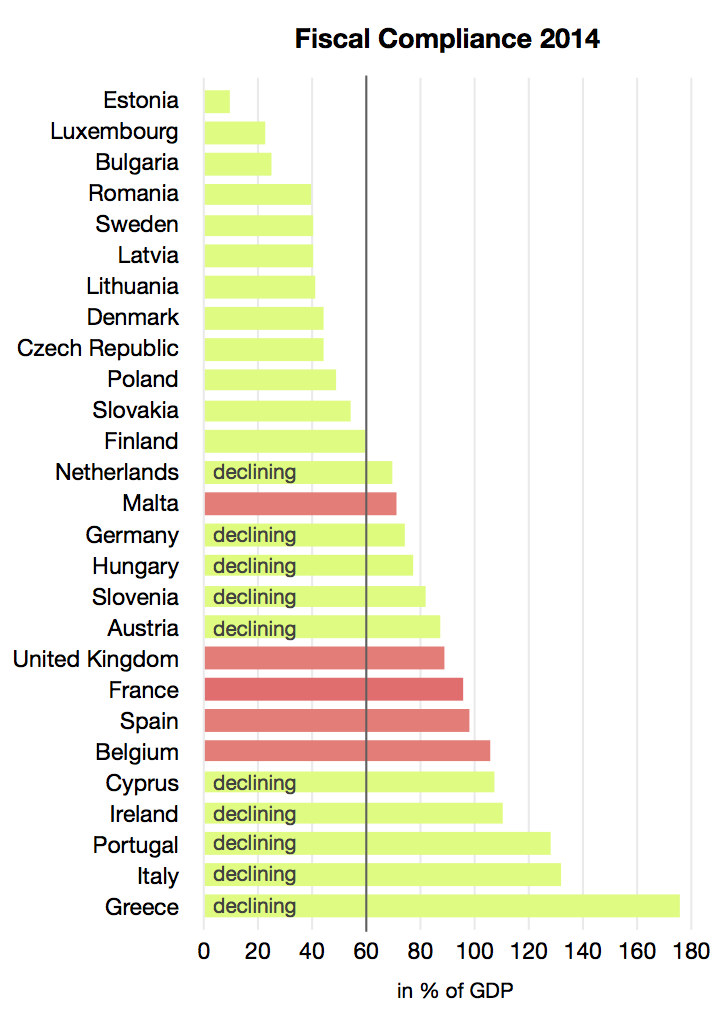
Previsioni di conformità fiscale degli Stati membri dell’UE (criterio debito/PIL)

## Descrizione

### Origine del patto
Esso si richiama agli articoli 99 e 104 del trattato di Roma istitutivo della Comunità europea (così come modificato con il trattato di Maastricht e dal trattato di Lisbona) e si attua attraverso il rafforzamento delle politiche di vigilanza sui deficit ed i debiti pubblici, nonché un particolare tipo di procedura di infrazione, la "procedura per deficit eccessivo" (PDE), che ne costituisce il principale strumento. Come si legge nella relazione pubblicata sul sito della Commissione, infatti, «Il patto di stabilità e crescita (PSC) è la concreta risposta dell'UE alle preoccupazioni circa la continuità nel rigore di bilancio nell'Unione economica e monetaria (UEM). Stipulato nel 1997, il PSC ha rafforzato le disposizioni sulla disciplina fiscale nella UEM di cui agli articoli 99 e 104, ed è entrato in vigore con l'adozione dell'euro, il 1º gennaio 1999».

### Prescrizioni e sanzioni
In base al PSC, gli Stati membri che, soddisfacendo tutti i cosiddetti parametri di Maastricht, hanno deciso di adottare l'euro, devono continuare a rispettare nel tempo quelli relativi al bilancio dello stato, ossia:
- un deficit pubblico non superiore al 3% del PIL (rapporto deficit/PIL < 3%);
- un debito pubblico al di sotto del 60% del PIL (o, comunque, un debito pubblico tendente al rientro) (rapporto debito/PIL < 60%).

A tale scopo, il PSC ha implementato la PDE di cui all'articolo 104 del Trattato, la quale nello specifico consta di tre fasi:  avvertimento,  raccomandazione e sanzione.
In particolare:
- se il disavanzo di un Paese membro si avvicina al tetto del 3% del PIL, la Commissione europea propone, ed il Consiglio dei ministri europei in sede di Ecofin approva, un "avvertimento preventivo" (early warning), al quale segue una raccomandazione vera e propria in caso di superamento del tetto.
- se a seguito della raccomandazione lo stato interessato non adotta sufficienti misure correttive della propria politica di bilancio, esso può essere sottoposto ad una sanzione che assume la forma di un deposito infruttifero, da convertire in ammenda dopo due anni di persistenza del deficit eccessivo. L'ammontare della sanzione presenta una componente fissa pari allo 0,2% del PIL ed una variabile pari ad 1/10 dello scostamento del disavanzo pubblico dalla soglia del 3%. È comunque previsto un tetto massimo all'entità complessiva della sanzione, pari allo 0,5% del PIL.
- se invece lo stato adotta tempestivamente misure correttive, la procedura viene sospesa fino a quando il deficit non viene portato sotto il limite del 3%. Se le stesse misure si rivelano però inadeguate, la procedura viene ripresa e la sanzione irrogata.

Il primo early warning fu proposto dalla Commissione e approvato dall'Ecofin nel 2001 contro l'Irlanda. L'Italia ha subìto una PDE nel 2005, chiusa senza sanzioni nel 2008 per l'avvenuto rientro del deficit entro i parametri e per la tendenziale diminuzione del debito pubblico.

### Il patto e la Costituzione europea
Come per molti altri trattati europei, anche le disposizioni richiamate dal PSC sono state recepite, senza modifiche rilevanti, nella cosiddetta Costituzione europea, poi trasfusa ampiamente nel trattato di Lisbona dopo il blocco delle ratifiche.
Nello specifico, il PSC in quanto tale consiste nel combinato disposto di più atti normativi in esso richiamati (oltre agli articoli 99 e 104 del trattato, varie risoluzioni e regolamenti del Consiglio dell'UE).

### Critiche e riforme
Da più parti si è sottolineata l'eccessiva rigidità del patto e la necessità di applicarlo considerando l'intero ciclo economico e non un singolo bilancio di esercizio, anche in considerazione dei rischi involutivi derivanti dalla politica degli investimenti troppo limitata che esso comporta.
In passato anche l'allora presidente della Commissione, Romano Prodi, definì il Patto "inattuabile" per la sua rigidità, sebbene ritenesse comunque necessario, sulla base del Trattato, cercare di continuare ad applicarlo.
Molti critici affermano, poi, che il PSC non promuoverebbe né la crescita né la stabilità, dal momento che finora esso è stato applicato in modo incoerente, come dimostrato, ad esempio, dal fatto che il Consiglio non è riuscito ad applicare le sanzioni in esso previste contro la Francia e la Germania, malgrado ne sussistessero i presupposti.
In effetti, considerato anche che, come stabilito dalla Corte di giustizia europea nel 2004, la PDE richiamata dal patto non è obbligatoria, appare ormai evidente quanto sia difficile far valere i vincoli del PSC nei confronti dei "grandi" dell'Unione che, tra l'altro, ne furono gli stessi promotori. Invero, taluni paesi registrano da anni deficit "eccessivi" secondo la definizione del Patto, ma ciò nonostante, malgrado gli avvertimenti e le raccomandazioni ricevute, non si sono poi visti applicare alcuna sanzione.
Nel marzo 2005, quindi, in risposta alle crescenti perplessità, l'Ecofin decise di ammorbidirne le norme per renderlo più flessibile. Decisione richiamata e ribadita dall'asse franco-tedesco nel 2008 per far fronte alla gravissima crisi finanziaria che ha investito i mercati e le economie di tutto il mondo in seguito alla cosiddetta crisi dei mutui americana del 2006.
Ulteriori istanze di riforma, nel senso di sospendere il diritto di voto dei paesi che non rispettino i propri obblighi di bilancio, sono state manifestate in particolare dalla Germania, in occasione degli aiuti stanziati dai paesi dell'Eurozona per la grave crisi finanziaria della Grecia nel maggio 2010.

## Gli Stati membri dell'UE secondo i parametri del PSC

### Eurozona
violazione del parametro
     violazione del parametro da due o più anni consecutivi

### Extra Eurozona
violazione del parametro
     violazione del parametro da due o più anni consecutivi